# Laurids Nielsen
 Ikke at forveksle med Laurits Nielsen.
Laurids Nielsen (1587 – 1656) var en dansk købmand, borgmester og kirkeværge.
Han blev gift med Elisabeth Jensdatter (1596-1653) og fik med hende mindst 9 børn. Blandt børnene var den senere godsejer Jens Lauridsen og den senere krigskommissær Søren Lauridsen. 
Han var en betydende købmand i Præstø og repræsenterede den ny borgerstand, der voksede frem. Han erhvervede også betydende jorder omkring Præstø.
I Præstø Kirke lod han i 1631 lægge to store sten i gulvet til minde om sine otte døde børn, hvor ikke mindre end fire døde i året 1630. Han satte også en stor gravsten med portrætter i helfigur af sig selv og sin hustru. Derudover fik han o. 1650 billedskæreren Abel Schrøder den yngre fra Næstved til at udforme et stort epitafium som minde over familien. De ni børn, der ved færdiggørelsen var døde, har malet et rødt kors over hovedet. 